# Erythrodiplax maculosa
Erythrodiplax maculosa är en trollsländeart som först beskrevs av Hagen 1861.  Erythrodiplax maculosa ingår i släktet Erythrodiplax och familjen segeltrollsländor. IUCN kategoriserar arten globalt som livskraftig. Inga underarter finns listade i Catalogue of Life.